# Bouddhisme mahāyāna
 (août 2022).
Si vous disposez d'ouvrages ou d'articles de référence ou si vous connaissez des sites web de qualité traitant du thème abordé ici, merci de compléter l'article en donnant les références utiles à sa vérifiabilité et en les liant à la section « Notes et références ».
 (février 2025).

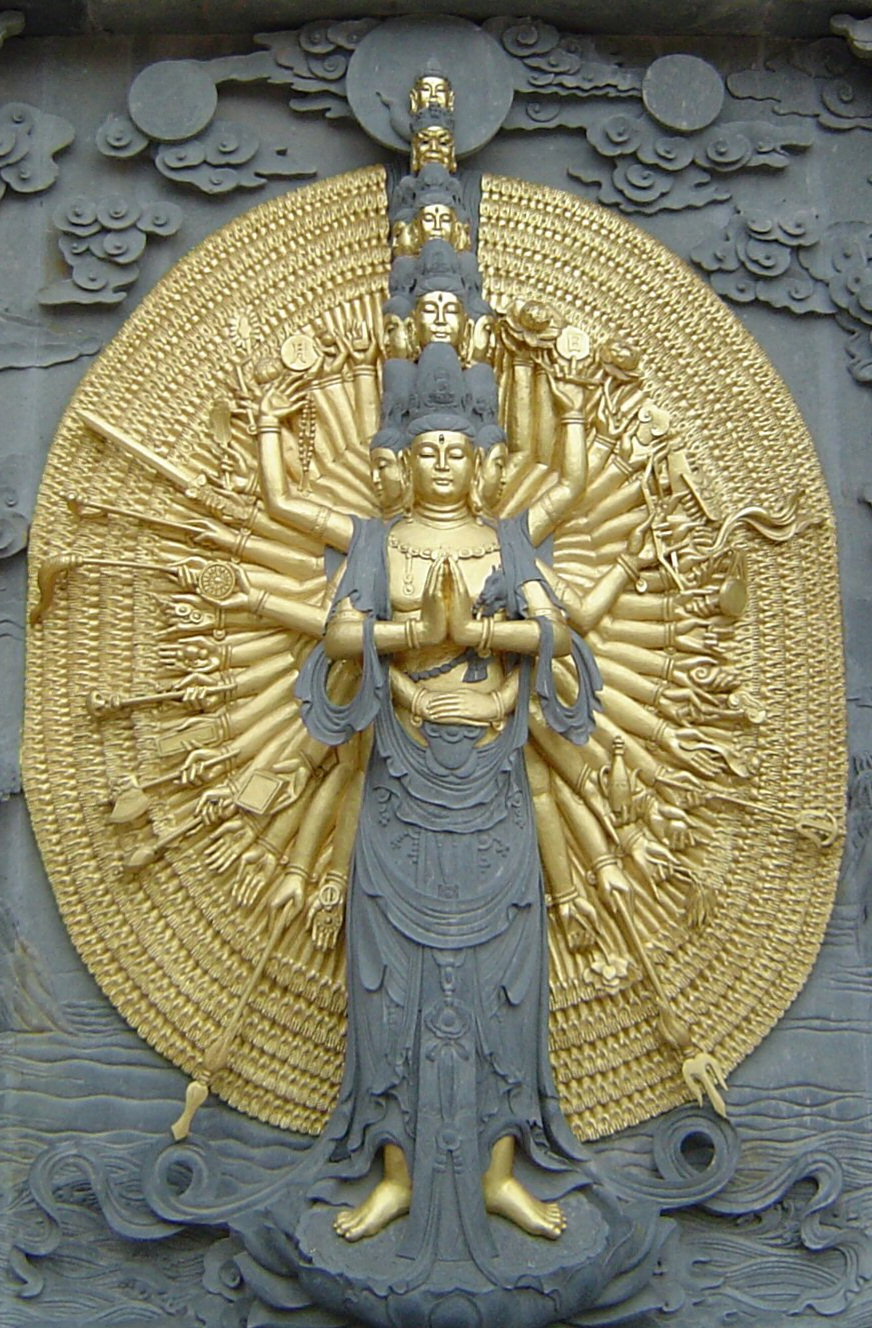
Avec le Mahāyāna, la Bouddhéité multiplie ses visages et ses moyens…

Le bouddhisme mahāyāna (terme sanskrit – महायान – signifiant  « grand véhicule », en chinois : 大乘, dàchéng ; en japonais : 大乗, daijō ; tibétain : ཐེག་པ་ཆེན་པོ, Wylie : theg pa chen po ; en vietnamien : Đại Thừa ; en coréen : 대승, dae-seung) apparaît vers le début de notre ère  dans le Nord de l’Inde et dans l'Empire kouchan, d’où il se répand rapidement au Tarim et en Chine, avant de se diffuser dans le reste de l’Extrême-Orient. Des moines du bouddhisme chan chinois l'exportent avec l'écriture et de nombreux aspects de la culture chinoise, d'abord en Corée (bouddhisme son) en 372, puis au Japon (bouddhisme zen)  à partir du Ve siècle, se mêlant un peu plus à chaque étape avec les croyances locales.
Le vajrayāna, sa forme tantrique, apparaît en Inde avant le IVe siècle, pénètre au Tibet, sous le règne de Songtsen Gampo entre le VIIe siècle et le VIIIe siècle, sous l'influence de ses épouses, la princesse Bhrikuti du Népal et la princesse Wencheng de Chine. Il se répandra ensuite en Mongolie au XIIIe siècle, sous l'impulsion d'Ögödei, conseillé par le Khitan, Yelü Chucai puis à l'ensemble de l'empire sino-mongol de la Dynastie Yuan sous le règne de Kubilaï Khan.

## Caractéristiques
Voici les enseignements qui distinguent le mahāyāna :
- La doctrine de la vacuité, suivant les sutras dits de la prajnaparamita, d'où éclosent, principalement, les écoles philosophiques madhyamaka et cittamātra.
- La quête de l’Éveil spirituel, non plus seulement du nirvāṇa comme « libération » du saṃsāra, du cycle des souffrances et des réincarnations, mais dans une motivation altruiste et universaliste du bodhicitta que développe le bodhisattva jusqu'à la bouddhéité complète. Il respecte strictement les disciplines destinées aux bodhisattvas, pour aider d'abord les autres êtres sensibles à s'éveiller, retardant sa propre libération par compassion[2]. La plupart des écoles du bouddhisme s’accordent sur cinquante-deux étapes pour accéder à la voie du bodhisattva : dix degrés de la foi, dix degrés de la demeure, dix degrés de la pratique, dix degrés du transfert de mérites, dix terres, éveil correct et équivalent, et éveil merveilleux. Ainsi, le mahāyāna a aussi été appelé “bodhisattvayāna” ou encore “pāramitāyāna” (où l'on cultive les six paramitas).
- La reconnaissance et l'actualisation de la nature-de-bouddha présente en chacun, suivant les sūtras dits du tathagatagarbha, développée en dialectique avec la doctrine du trikāya, où le dharmakāya, « corps de réalité » des éveillés, est identifié à l'essence de tous les phénomènes manifestés. Cette perspective a conduit aux enseignements et techniques du vajrayāna puis du mahamudra et du dzogchen.

## Rapport au Hīnayāna
Bien que le mot « schisme » soit couramment employé, jusqu'au VIIe siècle, les moines hīnayānistes et mahāyānistes pratiquent dans les mêmes monastères, suivant les mêmes règles, et ce dans l'ensemble de la sphère d'influence indienne ; la forme pratiquée est considérée comme un choix personnel.
Le bouddhisme mahāyāna a graduellement redéfini le Dharma et les préceptes initiaux, dont le theravāda actuel ou « doctrine des Anciens » est l’héritier, en effet concernant Les Trois Roues du Dharma : « Les bouddhistes theravādins n'acceptent que les sutra de la première roue, les seuls qui apparaissent dans le Canon pali, tandis que les tenants du mahayana et du vajrayana les acceptent tous ». Les changements du mahāyāna sont perçus comme une dénaturation du message originel alors que la primauté historique assure une forme d’orthodoxie de l'enseignement du Bouddha en tant que hīnayāna, « petit véhicule » vers l’illumination ; terme qui peut mettre en évidence un pouvoir salvateur limité (à l'adepte lui-même de la pratique traditionnelle ou à une “élite”, un petit nombre de pratiquants), en contraste avec l'idéal du bodhisattva prôné par le « grand véhicule » vers l’illumination, selon lequel l'adepte s'engage à délivrer tous les êtres, outre sa personne, et dont les enseignements sont accessibles à tous, conformément au but recherché.
Le “nouveau” bouddhisme ne s’appuie pas seulement sur les écrits du Bouddha historique, tel Nichiren se basant sur le Sūtra du Lotus, mais parfois sur des textes postérieurs qu’il présente néanmoins comme dictés ou inspirés par Shākyamuni et même d'autres bouddhas, ainsi que sur des exégèses et les écrits d'autres maîtres. S’il ne rejette pas les écrits ou pratiques hīnayāna, il prétend qu'ils correspondent soit aux besoins de pratiquants moins avancés soit à une autre époque, ère de l'histoire du bouddhisme selon Shakyamuni ou cycle du Dharma (Mappō).

## Origines
Le courant mahāyāna émerge à partir du Ier siècle et s’affirme au IIe siècle en Inde du Nord et dans l’Empire kouchan presque simultanément. Le processus exact de sa formation n'a pas encore été éclairci, bien qu’on retrouve des ressemblances doctrinales sur quelques points avec certaines écoles anciennes, Ekavyāvahārika, lokottaravādin et sautrāntika en particulier ; des notions et pratiques issues de cultures non-indiennes tels que le christianisme ou le gréco-bouddhisme ont dû jouer un rôle.
L’école madhyamaka fondée au IIe siècle par l'Indien Nāgārjuna et son disciple Aryadeva, dont l’influence sera très grande, est la première école proprement mahāyāna, suivie de l'école cittamātra fondée au IVe siècle par les Gandhârais Asanga et Vasubandhu, disciples de Maitreyanatha.
Les premières occurrences des termes « mahāyāna » et « hinayāna » se trouvent dans le Sūtra du Lotus et la Prajñāpāramitā en 8000 strophes (Aṣṭasāhasrikā Prajñāpāramitā Sūtra), qui pourraient remonter au Ier siècle de notre ère, voire au Ier siècle av. J.-C. pour le second.
Il ne faut pas confondre le mahāyāna qui apparaît au début de l’ère chrétienne avec la Mahāsāṅghika, « grande communauté » partisane de réformes, jugée hérétique et poussée à la sécession par les traditionalistes sthaviravādin à une époque plus ancienne, variant selon les sources du concile de Vaisali (IVe siècle av. J.-C.) au concile de Pāṭaliputra (IIIe siècle av. J.-C.). Néanmoins, ces deux courants qui partagent le qualificatif « grand » ont sans doute en commun de proposer une forme moins austère et plus accessible à un plus grand nombre. Une des versions du concile de Pāṭaliputra voit dans la Mahāsāṅghika ceux qui contestent la perfection des arhats, une idée que l’on retrouve dans la doctrine mahāyāna.

## Comparaisons avec d'autres religions
Le Grand Véhicule apparaît grosso modo à la même époque que le christianisme, et certaines valeurs des deux religions sont relativement proches. Cette relative proximité peut s'expliquer en partie par le fait que sur l'aire géographique traversée par les Routes de la soie, on parlait aussi grec et araméen, au Ier siècle de notre ère, en particulier dans l'aire fortement hellénisée du Gandhâra, au sein de l'Empire Kushan qui promouvait un syncrétisme fédérateur, et cela trois siècles après Alexandre et son rêve d'une citoyenneté universelle. L'art gréco-bouddhique témoigne clairement de cette rencontre des mondes méditerranéen et indien.
Salut universel, compassion, sacrifice individuel pour l'ensemble de l'humanité et Paradis de la Terre pure, sont des thèmes communs aux deux religions, ce qui a pu amener certains chercheurs[Lesquels ?] à voir une influence de l’une sur l'autre. On a pu également rapprocher la triade de bouddhas d'Occident, appelés en Chine les Trois saints de l'ouest (Amitâbha, Avalokiteshvara, Mahâshtâmaprâpta), de la Trinité chrétienne. De la même façon, le bouddha messianique du futur (Maitreya), ou la divinité féminine de la Sagesse (aux fortes ressemblances avec la Sophia gnostique) rappellent des thèmes chrétiens. Toutefois, si ces éléments apparaissent dans des sûtras composés à cette époque (sûtras du Cœur, du Lotus, de Vie Infinie), ou dans l'iconographie gréco-bouddhique ou encore dans des traditions orales, les deux religions sont également suffisamment différentes quant à leur sens, leur portée, et leur usage doctrinal, pour que la comparaison s'arrête là. Si Edward Conze avait déjà noté ces similitudes entre christianisme, gnose chrétienne et mahâyâna, ses travaux n'ont pas été véritablement approfondis, malgré les études d'Elaine Pagels. Une autre étude récente aborde également ce sujet. Les éléments zoroastriens sont également importants, en particulier pour les scénarios eschatologiques de rénovation finale du monde, et le personnage de Maitreya, adaptation du dieu persan et védique[réf. nécessaire] Mithra (Mitra en Inde).
Mais, il faut le souligner, ces ressemblances ou emprunts iconographiques, stylistiques ou même thématiques ne font pas de la doctrine du salut bouddhique un élément comparable à la doctrine chrétienne. De fait, ces ressemblances superficielles ne doivent pas faire oublier que le bouddhisme (y compris le Grand véhicule) se fonde, entre autres éléments importants, sur l'idée de la vacuité des phénomènes, et qu'il rejette les notions de Dieu créateur, d'âme individuelle, de péché.

## Diffusion
Le mahāyāna connut au cours du premier millénaire de l’ère chrétienne une phase d’expansion qui le diffusa tout d’abord en Asie centrale, puis dans tout l’Extrême-Orient et en Asie du Sud-Est. La contre-réforme brahmanique en Inde et l’expansion de l’Islam le firent reculer dès le VIIe siècle en Inde et en Asie centrale. En Asie du Sud-Est, il fut progressivement supplanté par le theravāda ; il y a presque disparu après le XVe siècle, à l’exception de la diaspora chinoise et du Viêt Nam, plus influencé par le bouddhisme chinois.
De nos jours le « grand véhicule », formes tantriques comprises, domine numériquement le « petit ». Il est surtout présent en Inde du Nord, en Chine et dans le Sud-Est asiatique (Chán et Jingtu), en Corée (Son, notamment l'école Jogye) et au Japon (Zen, Tendai, bouddhisme de Nichiren, Terre pure, néobouddhisme). Le vajrayāna qui en est dérivé est présent au Japon (Shingon et certaines formes de Tendai), ainsi qu’au Tibet, dans les régions voisines (Ouest chinois, Bhoutan, Népal) et en Mongolie, sous forme de lamaïsme empreint d'hindouisme, de chamanisme et d'une Bön propre aux peuples tibétains.
La grande majorité des nouveaux pratiquants bouddhistes issus de régions où ce courant spirituel est d'introduction récente choisissent une forme mahāyāna.

## Enseignement
L'absence de nature propre (autrefois limitée à la personnalité) s'étend dans le Mahāyāna à tous les phénomènes. Nāgārjuna ira jusqu'à affirmer que le saṃsāra et le nirvāṇa sont comme « les deux côtés d'une assiette (ou d'une pièce) ».
Fortement inspirés de l'hindouisme, des préceptes du mahāyāna réintroduisent des idées écartées par le Bouddha, le salut par la dévotion, le ritualisme ou la présence de divinités (yidam), parfois absorbées par syncrétisme à partir d'autres religions, comme le taoïsme ou le shintoïsme. À la rigueur et la discipline personnelle du « petit véhicule », le « Grand Véhicule » oppose la compassion (karuṇā) et l'intercession par les bodhisattvas, dont la sagesse personnelle est utilisée pour venir en aide à autrui, par le biais du transfert de mérites (parinama). En effet, alors que dans la doctrine des anciens le but, pour chacun, est de devenir soi-même un arhat, dans le mahāyāna le développement du bodhicitta et la pratique du bodhisattva ont préséance. En plus de la prise de refuge, le mahāyāniste peut prononcer des vœux de bodhisattva (pranidhana) où il s’engage à œuvrer après son illumination à la salvation de tous les êtres jusqu’au dernier.
Des personnes laïques peuvent accéder au nirvāṇa, si elles pratiquent en développant avec foi la bienveillance et la compassion envers autrui, et effectuent quotidiennement les pratiques appropriées ou exercices de yoga enseignés par leur guide spirituel. L’état de bodhisattva serait équivalent à celui d‘apprenti bouddha ; la notion de tathagatagarbha, « embryon (gharba) de l'ainsi-venu (tathagata) » ou « embryon de bouddha », qui serait universellement présent chez les êtres sensibles, conforte cette pratique.
Le Bouddha, personnage historique, devient dans la doctrine des trois corps l'émanation d'un bouddha cosmique comme peut l'être Vairocana, une divinité panthéiste et syncrétique englobant en son sein les anciennes divinités. Ces déités représentent des qualités vers lesquelles doit tendre le pratiquant, le but étant de développer les causes qui vont permettre d'élargir sa conscience et d'établir l'être dans des actes libérateurs de l'attachement au concept du moi ou “petit ego”.
Il existe différentes façons d'aborder le bouddhisme. Les études de sociologie religieuse semblent indiquer que les pratiquants du mahāyāna, particulièrement les laïques, le considèrent en général comme une religion. Par ailleurs, de par sa large diffusion et son appel universel, le mahāyāna a donné naissance à de nombreuses formes mixtes, mélanges de religion locale et de bouddhisme, parfois appelées « bouddhisme populaire ».

## Textes
Les sūtras mahāyāna sont très nombreux. Le Śālistambasūtra serait l'un des plus anciens. Certains, le Sūtra du Diamant et le Sūtra du Cœur notamment, sont récités quotidiennement dans de grandes parties du monde bouddhiste. D'autres sont plus spécifiquement liés à une école.
Les plus anciennes versions à nous être parvenues sont les traductions chinoises que le moine Lokaksema fit entre 178 et 189 à Luoyang, en particulier le Pratyutpanna Sūtra qui introduit le bouddha Amitābha et les Prajñāpāramitā Sūtras dont font partie le Sūtra du Cœur et le Sūtra du Diamant.
Selon certaines sources, un travail de traduction de sūtras du gandhari en sanskrit s’étendant sur douze ans aurait été entrepris sous le règne de Kanishka Ier (127-147) dans l’Empire kouchan lors d’un concile.
La tradition mahāyāna affirme que Gautama Bouddha a dispensé son enseignement selon les différents degrés d’avancement spirituel de ses disciples, si bien qu'il y a eu trois tours de la roue du Dharma. Selon cette perspective, les sūtras hīnayāna, dits « de la première mise en mouvement de la roue de l'enseignement » (premier exposé de la doctrine prononcé au Parc aux daims), sont destinés à un auditoire moins avancé. C'est plus tard, au pic sacré de l’Aigle, qu'il aurait débuté l'enseignement des textes « de la deuxième mise en mouvement de la roue de l'enseignement », destinés aux disciples les plus avancés.
Néanmoins, l’école Huayan présente l’Avatamsaka Sutra sur lequel elle s’appuie comme le premier dicté par le Bouddha juste après son éveil. Certains considèrent les sûtras dans lesquels le concept de tathāgatagarbha tient une place importante (ex. : Lankāvatāra sūtra) comme relevant d'une « troisième mise en mouvement de la roue de l'enseignement». Le vajrayāna reconnaît l’importance des sūtras mahāyānas mais fait surtout appel aux tantras considérés comme plus efficaces.
Le Daijōgi Shō (Concepts bouddhiques vus à la lumière du Mahayana) écrit par Ching-ying Hui-yuan (appelé aussi Houei-yuan ou Huiyuan II : 523-592 CE), dit qu’il existe deux sortes de Mahayana, le définitif et le provisoire, différenciant ainsi, d’une part, les enseignements “provisoires”, enseignements exposés temporairement comme moyens pour instruire les gens et élever leur degré de compréhension et, d’autre part, l’affirmation pure et simple de l’Éveil de Shakyamuni, exposée sans tenir compte des capacités des auditeurs. Quant à Zhiyi, dans “Sens profond du Sūtra du Lotus” ou Hōkke Genji, il développe une classification des enseignements du Bouddha en cinq périodes : il appelle « Mahāyāna provisoire » les sūtras des périodes Kegon, Hōdō et Hannya, et « Mahāyāna définitif » ceux des périodes Hokke-Nehan comprenant le Sūtra du Lotus et le Sūtra du Nirvana. En définitive, c’est sur cette distinction que s’appuiera Nichiren pour fonder sa propre école en 1253 : Hokke-shū (法華宗, lit. : École du Lotus).

### Quelques textes importants
Bien que composés selon les historiens dans les premiers siècles de notre ère, ces sûtras contiennent bien l’enseignement du bouddha :
- Sūtras tirés du plus ancien corpus mahāyāna, la littérature Prajñāpāramitā insistant sur la notion de Śūnyatā
  - Le Sūtra du Cœur, concis et condensé, est probablement le texte bouddhique le plus connu.
  - Le Sūtra du Diamant, destiné aux mahāyānistes avancés, traite la nature de Bouddha.
- Le Sūtra du Lotus de la Loi merveilleuse, traduit notamment par Kumarajiva, écrit important que certaines écoles chinoises (Tiantai) et japonaises (Tendai, bouddhisme de Nichiren), considèrent comme le dernier dicté par le Bouddha, summum de son enseignement.
- Le Sūtra de l'Ornementation Fleurie (Avatamsaka Sutra), écriture de référence des écoles Huayan (Chine) et Kegon (Japon), qui le considèrent comme le premier témoignage du Bouddha juste après son éveil, donc le plus précieux ; il s’agit d’un ouvrage composite dont certaines sections sont à l’origine des textes indépendants, comme le Sûtra des Dix Terres (Dashabhumikasutra).
- Le Mahāparinirvāṇa Sūtra, un des textes qui expose la présence universelle chez les êtres vivants de la nature de bouddha tathagatagarbha
- Le Shurangama Sutra, bien connu des bouddhistes chinois en général et de l'école Chan en particulier.
- Le Lankāvatāra sūtra, sûtra de référence de la première école Chan.
- Le Sūtra de Vimalakīrti (Vimalakirtinirdesasutra), contient à la fois l’enseignement du Bouddha et celui de Vimalakīrti, un laïc à la sagesse exemplaire.
- Le Suvarṇaprabhāsa Sūtra (Sutra de la lumière d'or)[9].

Les deux textes de base de l’école Shingon sont à la fois des sûtras et des tantras : 
- Le Maha Vairochana Sutra
- Le Sūtra du pic du vajra

Textes d’autres maîtres :
- Le Sūtra de l’Estrade, attribué à Hui Neng.
- Vivre en Bodhisattva (Bodhicaryāvatāra), de Śāntideva
- Le Linji lu, du premier patriarche de Rinzai, branche du Zen
- Recueils de kōans : Le Recueil de la falaise bleue et La Barrière sans porte
- Écrits de maîtres coréens ou japonais tels que Jinul ou Dōgen

## Branches
- Le madhyamaka, voie médiane, basé sur les enseignements de Nāgārjuna, fut fondé en Inde au IIe siècle. Cette école contredit toute attitude intellectuelle : « Le Vainqueur a dit que la vacuité est l'évacuation complète de toutes les opinions. Quant à ceux qui croient en la vacuité, ceux-là, je les déclare incurables. » [10].
- Le cittamātra, rien qu'esprit, fut fondé par Asanga et Vasubandhu au IVe siècle. Il propose un enseignement idéaliste : « l'objet n'existe pas» [11].
- Apparition en Chine à partir du Ve siècle de nombreuses écoles médiévales et écoles des Sui et des Tang, dont les deux principales sont Terre Pure et Chan.
  - La Société du lotus blanc, fondée en 402 en Chine par Huiyuan, est considérée comme la première des écoles de la terre pure. Ces écoles, présentes dans tout l'Extrême-Orient et en Asie du Sud-Est, vénèrent le Bouddha nommé Amitābha, lumière infinie.
  - Bodhidharma, qui vécut aux alentours du VIe siècle, est traditionnellement reconnu comme le fondateur du Chan en Chine, à l'origine des courants Zen : Sōtō, Rinzai, Ōbaku.
  - Le courant Tiantai chinois a donné le Tendai japonais syncrétiste (), berceau ou inspirateur de nombreux autres courants (Zen, tantrisme, amidisme ou bouddhisme de Nichiren). Ses textes ont été adoptés par le chán.
- Le bouddhisme vajrayāna, véhicule de diamant, apparait aux alentours du VIIe siècle en Inde et se développe surtout chez les Mongols, Mandchous et Tibétains (lamaïsme) et au Japon (Shingon, partiellement Tendai). Il est parfois considéré comme la troisième grande branche du bouddhisme (le « Troisième Tour de la Roue du Dharma ») réconciliant le Grand et le Petit véhicule.